# 锯南町铁还原单胞菌
锯南町铁还原单胞菌（学名：Ferrimonas kyonanensis）是铁还原单胞菌属的物种。此物种为革兰氏阴性、兼性厌氧、嗜温、中性且耐盐的杆状细菌。此物种使用极性鞭毛运动。此物种最早从日本东京湾锯南町沿岸的短颈蛤的消化道中分离出来。

## 词源
“Kyonanensis”取自日语“Kyonan”（锯南町），该地为此物种的分离地。

## 描述
锯南町铁还原单胞菌是一种革兰氏阴性、兼性厌氧且不形成刨子的细菌。它能够在15至32.5°C（最适温度为25至28°C）、pH6至9以及2%至5%（w/v）氯化钠浓度的条件下生长，因此它是一种嗜温、中性且耐盐的生物。它的细胞是杆状的，长0.7至1.1μm，宽0.5至0.8μm，用极性鞭毛运动。它的菌落呈不透明且米色的。
此物种能够将硒酸盐还原为元素硒。